# Борьба продолжается
«Борьба продолжается» (итал. Lotta Continua, LC) — одно из крупнейших леворадикальных итальянских формирований коммунистической направленности, действовавшее на внепарламентской основе, в период с конца 1960-х г.г. и до 1976-го г. Основано осенью 1969 года в Турине вследствие раскола Общественного движения студентов и рабочих. Произошли крупные потасовки в Университетах летом 1969-го, а также на автомобильной фабрике Фиат (часть восставших не вошла в организацию, а примкнула к организации Рабочая власть).

## История движения

### Предыстория
Осенью 1968 года студенческие волнения в Италии, начавшиеся ещё в ноябре 1967-го полностью исчерпали себя. Захваты здания Кампана в Турине, Католического Университета в Милане, а также факультета Социологии в Тренто стали наиболее яркими событиями в итальянской истории тех лет. Шёл постепенный переход от борьбы студенчества против академической авторитарности к смешанной борьбе наряду с рабочим классом за свою независимость. Тенденция пошла от майских событий во Франции 1968 года, когда народ ясно взывал к порядку путём общественных переворотов силами студенчества и рабочих.
В Италии же, первые забастовки произошли на автомобильном заводе Фиат и в компании Пирелли. Отсюда пошёл известный в итальянском обществе термин «Красный май». С этим термином так или иначе связаны все последующие события 1968 года. Появляются внепарламентские левосторонние группы, такие как Рабочая власть (организация), Марксистско-ленинская коммунистическая партия. Манифест коммунистической партии и люди, одержимые идеями борьбы с авторитаризмом, осознавшие, что пора бросить вызов капиталистической государственной машине.

#### Общественные протесты 1968-го года
Протесты 1968 года — социально-культурный феномен, охвативший практически все страны мира, в котором неоднородные массы людей (студенты, рабочие, этнические меньшинства) боролись с коррупцией и выступали за социальную справедливость. Новое поколение являлось приверженцами нонконформизма . Во многом протесты были направлены простив участия США в войне во Вьетнаме. В то же самое время, протесты шли против ввода войск ОВД в Чехословакию. Эти общественные волнения происходили на фоне экономической стабильности, а причины их были мировоззренческими.
Эпоха молодёжных протестов оказала большое влияние на культуру и искусство в западном обществе. Рождается контркультура, свой расцвет переживала рок-музыка. К середине 1970-х годов левые радикальные движения занимают скромную позицию в политической сфере.

### Причины происхождения группировки
«Борьба продолжается» рождается как альтернатива исторически сложившейся организации рабочего класса — Итальянской Коммунистической Партии. Это общественно-политическое движение вбирает в себя выступления студентов самых различных Университетов Италии. Наиболее прогрессивной частью группировки стали активисты Рабочей власти региона Тоскана. В 1966-67-м годах происходят первые политические стачки на фабриках городов Масса, Пьомбино, Ливорно. Рабочая власть (организация) региона Тоскана противопоставляет борьбе профсоюзов автономную борьбу рабочих заводов и фабрик за свои права. Борьбу прямую и непосредственную.
Студенческие движения 1968-го внесли свою лепту в формирование группировки. Посредством антиимпериалистических настроений вьетнамской войны в молодёжной среде зарождается оппозиционный настройлевосторонним партиям. Вооружённая борьба вьетнамского народа против великой западной державы США заставляет по-новому взглянуть на революцию, от которой отказались коммунистические партии Запада в целях мирного сосуществования.
Нарастание жестокости на примере афро-американского движения в США и классовых противоречий, развитие студенческой борьбы и её дальнейший переход в социальную борьбу разных слоёв населения привели к обострению внутриполитических противоречий в итальянском обществе середины 60-х.
Посыл образовавшейся группировки — "социальное противоречие не может оставаться только внутри фабрик и заводов, оно должно проникнуть во все сферы общества: транспорт, дома, ценообразование, иммиграция. Нужно буквально «разжечь революцию», ворваться в пучину событий, в жизнь потребителей, иммигрантов, бродяг, пациентов, рабочих, приезжавших из периферии в центр, санитаров.
Итак, среди главных причин образования леворадикальной группировки можем назвать следующие:
1. Обострение левоцентристских настроений в западных обществах в связи с интервенцией США во Вьетнаме Архивная копия от 8 декабря 2015 на Wayback Machine, начавшейся в августе 1964 года
2. Раскол общественного движения студентов и рабочих в 1969 году в Италии
3. Эксплуатация рабочего класса на заводах и фабриках
4. Вооружённые стычки на фабриках Турина, Ливорно, Массы и Пьомбино
5. Студенческие выступления в Университетах в регионах Тренто (провинция),Пьемонт и Тоскана

### Доктрина генерального сражения
Второго марта 1972 года Маурицио Педраццини, член-активист общественного движения, с пистолетом в руках, находился под домом депутата Франко Сервэлло, руководившего тогда Итальянским социальным движением. Выстрел разбудил соседей Сервэлло, а мятежника мгновенно арестовали.
С первого по третье апреля того же года в итальянском городе Римини проходило Третье Национальное Собрание вышеназванной группировки, по исходу которого была принята и одобрена так называемая доктрина генерального сражения с буржуазией и государством. После принятия этой стратегии, происходит заметная централизация внутри группы. Исходной причиной формирования стратегии явилась необходимость содействовать мерам, которые приведут к интенсификации борьбы с буржуазией. По мнению участников леворадикальной группировки, неподчинение рабочего класса ведёт к прямой борьбе с господствующим классом общества. Произойдёт радикализация общественного движения.
1972 год считается годом создания Аппарата Управления леворадикальной организации: была оформлена газета с одноимённым названием, в Риме открылся национальный Секретариат, и была основана штаб-квартира. В соответствии с вышеупомянутой доктриной, помимо общей централизации, разделении понятий политик и военный (усиливается наделение участников служебными полномочиями), появляется новая тенденция, отход от тактики пролетарской борьбы к борьбе антифашистской направленности.
Следуя заранее выбранной абсентеистской модели развития, «Борьба продолжается» на выборах в мае 1972-го оглашает тактику воинственного антифашизма.

### Персоналии
- Адриано Софри  — итальянский журналист и писатель, основатель общественно-политической группировки «Борьба продолжается» (LC). Был приговорён к двадцати двум годам тюрьмы после долгого судебного разбирательства по случаю убийства комиссара полиции Луиджи Калабрези. Был досрочно освобождён из-под стражи в январе 2012 года[5]. Софри был признан физически невиновным, хотя сам признавал за собой моральную вину ответственности за «хорошо налаженную» газетную пропаганду, развернувшуюся против комиссара Калабрези в апреле-мае 1972 года.
- Джорджо Пьетростефани  — итальянский общественный деятель и писатель. Один из основателей общественного движения. Был приговорён совместно с Адриано Софри к 22 годам тюремного заключения по случаю убийства комиссара Калабрези. Был признан невиновным, как и остальные соучастники группировки, за исключением Леонардо Марино. Отбыл всего три года тюремного заключения, после чего бежал во Францию. Написал и опубликовал несколько монографий: Народ Атлантики, География нелегальных наркотиков. Женился на деятельнице профсоюза Фьорэлле Фаринэлли .
- Марко Боато  — итальянский политик. В Университете изучал социологию, работал в качестве университетского доцента и журналиста. На сегодняшний день является членом федерального национального совета партии «Федерация Зелёных» Архивная копия от 11 февраля 2011 на Wayback Machine. Являлся одним из отцов-основателей коммунистического движения Борьба продолжается в 1969 году в Университете Тренто.
- Энрико Деальо  — итальянский писатель и журналист. Хирург по образованию, со второй половины 1960-х гг. начинает журналистскую деятельность в Риме, где в период с 1977 года по 1982 год являлся главным редактором еженедельного издательства «Борьба продолжается» . В последующие годы работал на многочисленные заголовки крупнейших итальянских журналов и газет: «Печать» Архивная копия от 31 января 2010 на Wayback Machine, «Эпоха» , «Панорама» Архивная копия от 9 декабря 2020 на Wayback Machine.
- Гуидо Виале  — итальянский социолог и очеркист. Стал лидером Студенческого движения  в Турине, развернувшегося 10-11 марта 1968 года, а впоследствии одним из руководителей левого коммунистического движения.
- Мауро Ростаньо  (Турин, 6 марта 1942-Вальдериче, 26 сентября 1988) — итальянский социолог, журналист и общественный деятель. Один из основателей группировки Борьба продолжается. Погиб в возрасте 46 лет в Сицилии в результате бандитского нападения.

### Убийство Луиджи Калабрези
Убийство Калабрези — событие, произошедшее 17 мая 1972 года в Милане, с которым Масс-медиа ассоциируют вооруженное нападение двух человек на комиссара миланской полиции (скончался в результате двух нанесённых ему пулевых ранений). Калабрези, будучи шефом государственной полиции в Милане, упорствовал в борьбе с левыми силами.

#### Предыстория. Смерть Пинелли
15 декабря 1969 года погибает итальянский анархист и партизан, железнодорожный служащий, Джузеппе Пинелли. Во время допроса по делу об обвинении в учинении массовых беспорядков и взрывах бомб в Риме и Милане, был выброшен из окна полицейского участка Милана. Допрос проводил Луиджи Калабрези. Взрывы и гибель Пинелли вызвали бурю негодования. Началась травля Парламентской коалицией внепарламентских левых. Бомбы, взорванные 12 декабря, вошли в историю как «страдже ди стато» Архивная копия от 8 декабря 2015 на Wayback Machine, что в переводе означает государственное убийство. Обстоятельства последних часов жизни Пинелли неизвестны.
Луиджи Калабрези вошёл в истории как «Комиссар Окно». Из окна полицейского участка, которым он руководил, 15 декабря выпало тело Пинелли. В связи с этим шеф полицейского участка считается одним из главных виновников в убийстве Джузеппе Пинелли. 17 мая 1972 года комиссара застрелили.
После того как многие из внепарламентских левых и анархистов погибли, подверглись пыткам и были брошены за решётку, левые стали отвечать. До сих пор неизвестно, кто застрелил комиссара полиции. Смерть Калабрези ознаменовала собой начало мести со стороны «Красных бригад». В последующие годы произошли другие убийства тех, кто покрывал гибель Пинелли. В 1988 году, 12 лет спустя после роспуска движения, были отданы по суд и скандально осуждены его лидеры Адриано Софри, Джорджио Пьетростефани и Овидио Бомпресси.

## «Борьба продолжается» как политическая организация

### Преследуемые цели
1. Привлечь как можно большее количество молодёжи к участию в левосторонних европейских партиях
2. Остановить империалистическую экспансию Западных держав[9]
3. Не допустить более расовые дискриминации, массово развернувшиеся в США в 1950-е-1960-е годы
4. Завоевать доверие пролетариата[10]
5. Вовлечение рабочего класса с целью реформирования профсоюзных аппаратов и утверждения коллективных ценностей; введение партийной формы голосования: «новое большинство[11]»
6. Провозглашение полной автономии рабочего класса
7. Проведение революционных восстаний и манифестов с целью разрушить государственную бюрократическую машину
8. Придать гласность тем, кто в политике никогда не участвовал, обнажить недостатки и пороки итальянского общества: «…жители бараков, люди без крыши над головой, чернорабочие, даже женщины, все они со страхом в глазах, готовы бросить вызов, ворваться на политическую сцену, чтобы сломить систему[12]».

### Анализ общества и государства
Приверженцы леворадикальной группировки рассматривают общество сквозь призму непримиримой борьбы рабочего класса и буржуазии. В одноимённой газете «Лотта Континуа» (с итал. «Борьба продолжается») анализируются рабочие, пролетарии и студенты как одно целое.
Рабочий класс завода Фиат — отправная точка всего общественного движения рабочего класса в Италии. Все противоречия и недостатки условий труда и жизни, такие как урезание зарплат в связи с иностранной рыночной конкуренций, заметное ухудшение условий труда, разрыв «Север-Юг» Архивная копия от 4 марта 2016 на Wayback Machine, рост налогообложения, скачки инфляции, малый контроль фабрик и заводов со стороны ведущей партии ИКП, оформились в противоречия пролетариата, с которыми необходимо было бороться в срочном порядке.
В итальянские Университеты «входят многие, выходят не все». Студенты подразделяются на две категории: «привилегированные», те, которые в будущем становятся научной элитой общества и «многие другие»,- рабочие фабрик и заводов, банковские и государственные служащие, во благо бюрократии.
Буржуазия прибегает к демократическим средствам только лишь для того, чтобы следовать логике сохранения собственных приоритетов. Этот класс использует термины «демократия» и «закон», но придаёт им иное значение: жестокости, так как позволяет меньшинству подчинить большинство. Наделяя это большинство репрессивными инструментами: законы, полиция, трибуналы.
Государство рассматривается как продукт разделения общества на классы, как инструмент поддержания господства одного класса над другими. «Государство — это не часть общества. Это не почва для посредничества между конфликтом и социальными классами. Это посредник, играющий на внутренних контрастах доминирующего класса, обладающий относительной автономией».

#### Понятие революции
«Революция — это не выход из экономического кризиса, продиктованного капитализмом, это увеличение политического разногласия между пролетариатом и буржуазией; это переход от восстания к продолжительной вооружённой борьбе». Понятия «новое большинство», «ревизионизм», «государственная измена» леворадикалы связывают с отношением буржуазии к рабочему классу, указывая, главным образом на то, что господствующий класс капиталистического общества внёс коренной перелом внутри класса рабочих людей. «Это то самое оружие, с помощью которого буржуазия борется с независимым классом пролетариата, это своеобразная мобилизация со стороны рабочих, идущих под знаменем профсоюзов против господствующего класса».
Будучи сторонниками коммунизма и последователями Карла Маркса, участники группировки стремились возродить концепцию «стратегического характера», когда радикальное общественное движение способно упразднить текущее положение дел. Реформизм и ревизионизм не способны, по мнению левых, признать этот стратегический поступательный характер революции. «Завоевание большинства голосов за революцию, внутри страны, страдающей от финансовой нестабильности, в этом и заключается проблема революционной тактики».
Участники политической группировки определяют свою революционную тактику, как усиление независимого политического курса, несогласного с пересмотром доктрины марксизма, сплочение и объединение масс людей с целью устранить национальные и международные беспорядки, учинённые политиками капиталистов.

## Роспуск организации. Последствия

### Причины роспуска
В 1975 году в итальянском обществе начинают зарождаться новые политические силы, среди них феминистское движение, молодёжно-студенческое движение, которые входят в полемику не только с институтами государственной власти, но также и с новыми левыми движениями. Особенно разгораются споры внутри самой внепарламентской «Борьба продолжается». Лидеры группировки очень резко критиковали борьбу за права женщин и связанную с этим огласку в многочисленных организациях. На большом национальном манифесте, проходившем в Риме 6 декабря1975 года участники от LC, устраивают потасовки с элементами драки в среде женщин. После чего в Национальный Комитет поступают жалобы в адрес леворадикалов. Один из лидеров, Адриано Софри , заявляет о переходе к культурной революции. Переход к новой тактике прерывается назревшими национально-политическими проблемами. В январе 1976 года V Правительство Альдо Моро распалось. Попытка левых отбросить идею учёта голосов Итальянской коммунистической партии и участвовать в предвыборной кампании единым фронтом левых потерпела неудачу. Между тем, «обновлённое» Правительство Моро заседает вплоть до 10 февраля 1976 года. Противостояние Правительства ИКП и леворадикальной «Борьба продолжается» — одна из главных предпосылок к распаду группировки. Так, увеличиваются цены на бензин, рабочие бастуют на фабриках всё чаще, налог на добавленную стоимость растёт, лидеры внепарламентской коалиции становятся главными действующими лицами по борьбе с несправедливостью. Они продолжают оказывать давление на действующие политические силы страны, активно поддерживают «Объединённую партию итальянского пролетариата» .
На выборах 20 июня1976 года Борьба продолжается входит в избирательный список партии Пролетарская демократия, но с ошеломительным результатом в 1,5 % избирательных голосов наряду с 38 % (ИКП) проигрывает и не преуспевает в том, чтобы впустить левых в итальянское правительство.
После проигранных политических выборов, начинается жёсткая критика политических действий внутри самой партии. После Второго Национального Конгресса партийной группировки, прошедшего в Римини 31 октября 1976 года, в котором два действующих игрока: рабочие и женщины, политическое формирование начинает распадаться. Не было никакого официального открытого заявления о распаде. Но кризис организационных структур и всё меньшее участие членов группировки в делах партии сделали своё дело.
Формально Борьба продолжается продолжает существовать, газета с одноимённым названием публикует новости, представительства группировки в Риме остаются открытыми.
В апреле 1978 года противоречия между участниками становятся непримеримыми после того, как часть из них проводит общественную кампанию за спасение жизни лидера Христианско-демократической партии, Альдо Моро, который был похищен подпольно действовавшими Красными бригадами.

### Последствия
Весной 1977 года Борьба продолжается участвует в продвижении восьми референдумов от Итальянской радикальной партии, которая впоследствии стала преемницей леворадикального общественного движения и от так называемой МЛС (Движение рабочих за социализм) Архивная копия от 3 апреля 2016 на Wayback Machine.
Официально не распавшаяся группировка, порождает внутри себя новые политические течения. В этом состоит её особенность и в то же время неумение поддержать собственный политический курс. Многие рабочие — сторонники LC (с итал. Борьба Продолжается) Архивная копия от 9 сентября 2015 на Wayback Machine отстраняются от дел группировки.
Очень важным событием стал Съезд в Болонии, проходивший 23-25 сентября. 1977 год был объявлен годом нового общественно-политического движения, в котором всё те же студенты, но превалируют пропагандисты таких субкультур, как панк, панк-рок, хиппи.
На смену ежедневному издательству «Лотта Континуа» Архивная копия от 22 октября 2015 на Wayback Machine весной 1979 года приходит журнал «Продолжительная борьба за коммунизм». Его издание продолжилось вплоть до 1985 года.
Итак, основные последствия распада внепарламентской группировки:
1. Образование новых левосторонних политических течений молодёжи
2. Рождение феномена субкультуры
3. Зарождение идейного течения действующей по сегодняшний день «Федерации зелёных» , истоки которой восходят к Итальянской радикальной партии , которая в свою очередь отделилась от внепарламентской «Борьба продолжается»
4. Создание леворадикальной организации Первая линия (организация) членами самораспустившихся Борьба продолжается и Рабочая власть (организация)

## Освещение в СМИ
С момента образования политической группировки, параллельно действовало одноимённое издательство газеты «Лотта Континуа», которое освещало в прессе самые важные политические события леворадикальной организации. Газетный выпуск осуществлялся еженедельно с 1 ноября 1969 года до 10 апреля 1972 года. С 11 апреля 1972 года номера газеты публикуются ежедневно.
После распада группировки, газетные статьи продолжали печататься и охватывали самые разные политические проблемы страны, но в основном, речь шла о новом общественном движении 1977 года, по своим политическим ориентирам сходное с левыми студенческими движениями, широко развернувшимися в 1968 году. 13 июня 1982 года в свет выходит последний выпуск «Лотта Континуа».
Популярным печатным издательством, отражавшим политические и культурные перипетии в стране того времени был журнал «Рабочий мир» , наряду с журналом «А/траверсо»  (с итал. «Поперёк, вкривь и вкось»), который был отдельно посвящён студенческим движениям в Болонии.
Итальянское телевидение было активно вовлечено в те политические процессы, о которых идёт речь. В 1979 году, а именно 15 декабря, был основан третий телеканал — «RAI TV 3», которым управляла Итальянская коммунистическая партия.

### Суть феномена в массовой культуре
1960—1980-е гг. в итальянской истории и культуре фигурируют как Свинцовые семидесятые в Италии. Этот период в итальянской истории характеризуется распространением ультраправого и ультралевоготерроризма. Наряду с активным освещением в СМИ общественных преобразований, происходивших внутри самой Италии, общественно-политическое положение дел в стране оказало влияние на общемировую ситуацию. Так, ультраправые террористические организации рассматривались спецслужбами НАТО как важный фактор в противостоянии советской угрозе и опасности. Стратегия экстремистов укладывалась в общий тренд времён холодной войны.
Контркультура, рок-музыка и поп-арт стали массовыми явлениями. Громко зазвучали имена таких классиков поп-арта, как Энди Уорхол, Клас Ольденбург.

### Роль в контексте
В контексте массовых протестов 1968 года, на Летних Олимпийских играх 1968 года в Мексике, разгорелись антирасистские настроения атлетов, представлявших США, Томми Смита и Джона Карлоса, которые на церемонии награждения, в знак протеста и защиты политического слогана Black Power , подняли вверх кулаки в чёрных перчатках. За этим действием последовала дискредитация спортсменов.

### Критика деятельности
Критика действий леворадикалов, в первую очередь, вылилась внутри самой группировки. В 1977 году, на момент её фактического распада, в стране разгораются вспышки терроризма. В мае 1978 года был убит крупный политический деятель, христианский демократ, Альдо Моро. Всё это спровоцировало скорейший самороспуск левых и критику, которая обрушилась на лидеров группировки в связи со смертью Джузеппе Пинелли (см. выше).
Сторонники устранения Моро, а именно пришедший к власти правоцентристский и проамериканский блок в Христианско-демократической партии, во главе с Джулио Андреотти, преследовал иные политические цели. Прервался политический сдвиг Италии влево. Франческо Коссига, Арнальдо Форлани, Лучано Ради сформировали новое итальянское правительство.

### Влияние на общество и политику
«Речь идёт о публичной памяти, о частных воспоминаниях целого поколения, пережившего протесты, терроризм; перенесённой жестокости уже не придаётся теперь значения, революция является как-бы неотъемлемым переходом на пути к новому, а не представляется конкретными политическими значениями, со всеми их последствиями. На самом деле, нужно говорить о разнородности культурной политики, о совершенно разных участниках группировки, начиная католическими движениями, такими как Comunione e Liberazione, которые вошли в Итальянскую социалистическую партию; от информационного общества до современных средств массовых телекоммуникаций».
Многие из бывших членов «Борьба продолжается», официально вошедших в политику в 1980-е годы, являются избранными в итальянский парламент. Среди них Марко Боато и Миммо Пинто, представлявшие Радикальную партию, Луиджи Манкони являлся политическим деятелем наиболее массовой социал-демократической партии Италии, действовавшей в 1997 — 2007 годах. В партии «Федерация зелёных» или просто «зелёные» , активно существующей в современных итальянских политических кругах, работают выходцы из всё той же LC. Справедливо будет назвать несколько имён: Паоло Чентро, Фьорелло Кортиана, Александр Ланжер. Помимо этого, в партии «Вперёд Италия» выступает Джинфранко Миччикэ.
Немаловажную роль в информационном обществе сегодня занимают наиболее отличившиеся представители газеты общественного движения «Лотта Континуа». Среди них Паоло Лигуори, Джиампьеро Мугини, Тони Капуоццо. Все они работают на итальянском телевидении, представляют телеканалы RAI, Фининвест и La 7. Экс-лидер группировки, Адриано Софри, активно взаимодействует с одним из самых крупных итальянских издательств, Ла Република.
Успешные в наши дни итальянские писатели Эрри де Лука, Джианфранко Беттин , Энрико Деальо , в своё время были молодыми активистами в Борьба продолжается.
Борьба продолжается даровала миру и обществу большое количество талантливых писателей, журналистов и политических деятелей.